# Episodi di Winx Club (seconda stagione)

Le Winx in una scena dell'episodio Unite per la vittoria.

La seconda stagione della serie animata Winx Club è stata trasmessa in Italia su Rai Due dal 19 aprile al 14 luglio 2005.
| Nº | Titolo italiano                 | Prima TV Italia |
| -- | ------------------------------- | --------------- |
| 1  | La Fenice d'Ombra               | 19 aprile 2005  |
| 2  | Il ritorno delle Trix           | 21 aprile 2005  |
| 3  | Missione di salvataggio         | 26 aprile 2005  |
| 4  | La principessa Amentia          | 28 aprile 2005  |
| 5  | Magico Bonding                  | 3 maggio 2005   |
| 6  | Il matrimonio di Brandon        | 5 maggio 2005   |
| 7  | La pietra misteriosa            | 10 maggio 2005  |
| 8  | Il guastafeste                  | 12 maggio 2005  |
| 9  | Il segreto del professor Avalon | 17 maggio 2005  |
| 10 | La cripta del Codice            | 19 maggio 2005  |
| 11 | Corsa contro il tempo           | 24 maggio 2005  |
| 12 | Unite per la vittoria           | 26 maggio 2005  |
| 13 | La dama del ballo               | 31 maggio 2005  |
| 14 | Battaglia sul pianeta Eraklyon  | 2 giugno 2005   |
| 15 | Lo spettacolo continua          | 7 giugno 2005   |
| 16 | Hallowinx!                      | 9 giugno 2005   |
| 17 | Gemellaggio con le streghe      | 14 giugno 2005  |
| 18 | Nel cuore di Torrenuvola        | 16 giugno 2005  |
| 19 | La spia nell'ombra              | 21 giugno 2005  |
| 20 | Il villaggio delle Pixies       | 23 giugno 2005  |
| 21 | Il potere del Charmix           | 28 giugno 2005  |
| 22 | Wildland: la grande trappola    | 30 giugno 2005  |
| 23 | Il momento della verità         | 5 luglio 2005   |
| 24 | Prigioniera di Darkar           | 7 luglio 2005   |
| 25 | Faccia a faccia con il nemico   | 12 luglio 2005  |
| 26 | Le ceneri della Fenice          | 14 luglio 2005  |

## La Fenice d'Ombra
Dopo la sconfitta delle Trix e dell'Armata Oscura, le Winx iniziano il secondo anno di studi alla scuola di Alfea. Insieme alle altre studentesse si preparano per la festa di inaugurazione e ristrutturazione di Alfea, alla quale parteciperanno anche gli Specialisti. Mentre Stella cerca quale vestito mettere per l'occasione, Musa si occupa del concerto dell'evento, Tecna della posizione dei posti degli invitati e Flora dell'allestimento floreale, Bloom trova una stanza segreta ad Alfea, l'Archivio Magico, in cui vive una Pixie di nome Concorda. Nel frattempo in un castello sotterraneo, una misteriosa ragazza cerca di liberare sette Pixie dalla prigionia della Fenice d'Ombra, Lord Darkar, ma la ragazza fallisce e la Fenice, con i suoi poteri, la fa precipitare nel vuoto. La giovane si salva, ma giunge ad Alfea stremata e sviene sotto gli occhi delle Winx.

## Il ritorno delle Trix
Dopo gli eventi della prima stagione, Icy, Darcy e Stormy sono prigioniere nel monastero di Roccaluce, una prigione sorvegliata dai Cavalieri Templari che ha lo scopo di convertire al bene i malvagi lasciando che si aggirino per un magnifico parco e facendo ascoltare loro musiche rilassanti in modo da eliminare la carica negativa nei loro animi. Le uniche su cui questo meccanismo sembra non funzionare sono proprio le Trix, che anzi sono sempre più incattivite e nutrono sentimenti di vendetta verso le Winx, soprattutto Bloom. La situazione di stasi viene rotta dall'improvviso arrivo di Lord Darkar a Roccaluce il quale, in cerca di alleati, libera le tre streghe e, per renderle più potenti, dona loro dei gioielli che recano il potere oscuro del Gloomix.
Ad Alfea, intanto, le Winx sono preoccupate per le condizioni di Aisha, che continua ad avere incubi riguardanti le sue esperienze presso Lord Darkar. Quando si sveglia, questa rivela di essere una fata e racconta loro della missione per salvare le Pixie; ella è riuscita a portarne con sé solamente una, la tenera e dormigliona Piff, con cui ha instaurato un legame speciale. Le Winx offrono il loro aiuto alla ragazza.

## Missione di salvataggio
Le Winx decidono di partire con Aisha per salvare le Pixie, ma Faragonda permette solo a Bloom e Stella di andare perché i loro poteri sono molto più efficaci contro i mostri d'ombra. Le altre rimangono quindi ad Alfea a monitorare la missione grazie al computer di Tecna. Aisha, Bloom e Stella vengono accompagnate da Sky e Brandon, ma, arrivati presso l'ingresso del cammino sotterraneo che conduce alla fortezza di Darkar, vengono attaccati dai mostri d'ombra e Brandon e Stella precipitano in un abisso sotterraneo.

## La principessa Amentia
Bloom, Aisha e Sky decidono di continuare la missione anche senza Stella e Brandon; Aisha è infatti sicura che il fiume in cui sono precipitati sia lo stesso tramite cui lei era riuscita a fuggire da Darkar. Nelle gallerie vengono nuovamente attaccati dai mostri d'ombra, senza che né Bloom né Aisha possano trasformarsi a causa delle esalazioni oscure del luogo, e sono costretti a fuggire.
Nel frattempo ad Alfea, Flora nota Riven sul balcone del loro appartamento, e gli suggerisce di andare a cercare Musa. Questa, in apprensione per le sue amiche e scoraggiata dal fatto che Faragonda non l'abbia mandata insieme a loro, nonostante l'approccio un po' goffo di Riven, si butta fra le su braccia. Nel mentre, sconsolata, la fata dei fiori passeggia per il parco insieme a Kiko.
Stella e Brandon, dopo aver rischiato di morire nelle rapide del fiume, finiscono su una spiaggia, dove vengono trovati da due abitanti del regno sotterraneo di Downland. Uno di loro, Sponsus, li porta a casa sua per guarire Stella che, essendo stata troppo a lungo lontana dalla luce del sole, è allo stremo delle forze. In seguito insiste per presentarli alla fanciulla di cui è innamorato, che si rivela essere nientemeno che la principessa di Downland, Amentia. Questa però appare fin da subito capricciosa e sgarbata e, ignorando Sponsus, rivolge le sue attenzioni a Brandon, da cui rimane ammaliata. Stella è costretta a fuggire per tornare in superficie e recuperare le forze, mentre lo Specialista rimane intrappolato là sotto in preda ai vaneggiamenti di Amentia, decisa a sposarlo. 
Una volta tornata alla luce del sole, Stella recupera tutta la sua energia ed è di nuovo in grado di trasformarsi. Scendendo di nuovo nel sottosuolo, s'imbatte in Bloom, Aisha e Sky circondati dai mostri, e li salva con i suoi poteri di luce.

## Magico Bonding
Ad Alfea, Tecna e Musa ricevono la visita di Livy, la Pixie dei messaggi, che rivela loro tutta la storia di Darkar e di come lei e le altre Pixie abbiano conosciuto Aisha. Intanto, tornati in superficie per sfuggire a una frana, Stella, Aisha, Bloom e Sky si ritrovano impossibilitati a tornare sottoterra a causa di alcune rocce che bloccano loro la strada; riescono, però, a trovare il modo ed entrano nel castello di Lord Darkar, dove affrontano le Trix, uscendone sconfitti, ma un misterioso paladino alato li salva. Anche le Pixie sono libere, e Bloom e Stella stringono il Bonding, un magico legame, con due Pixie: Bloom lo ha con Lockette, Pixie delle Soglie, mentre Stella con Amore, Pixie dell'Amore.

## Il matrimonio di Brandon
Liberate le Pixie, Stella, Aisha, Bloom, Sky e le Pixie arrivano a Downland per impedire le nozze di Brandon, ma vengono catturati. Amore, mentre vaga per le strade dopo essersi persa, incontra Sponsus, ragazzo al servizio della famiglia reale, ubriaco per essere stato rifiutato da Amentia: la Pixie incanta il mazzo di rose della principessa, facendo in modo che s'innamori di Sponsus, e così Brandon è salvo. Il gruppo, ora riunito, torna ad Alfea.

## La pietra misteriosa
La vicenda centrale dell'episodio è raccontata tramite uno spettacolino allestito da Livy per gli animali fatati che vivono ad Alfea. 
Dopo che Bloom, Stella, Aisha, Sky, Brandon e le Pixie sono tornati ad Alfea, Flora, Musa e Tecna accolgono con felicità le loro amiche e stipulano il Bonding ciascuna con una piccola fatina: Tecna con Digit, Pixie della Nano-tecnologia, Flora con Chatta, Pixie delle Chiacchiere, e Musa con Tune, Pixie delle Buone Maniere. 
Durante una giornata tempestosa, nel lago di Roccaluce appare un monolite misterioso che Faragonda mostra alle Winx ordinando loro di distruggerlo, ma ognuna di loro fallisce. Dopo una prima giornata di prove, solo Bloom è ancora ostinata a distruggere il manufatto, ma usa un troppo alto dispendio di energie e sviene. Tuttavia, un uomo misterioso la soccorre e la riporta dalle sue amiche. Successivamente Faragonda presenta a tutte le studentesse lo sconosciuto, che non è altri che un nuovo insegnante di Alfea di nome Avalon, luminare della prestigiosa Accademia dei Malafoi, che insegnerà una nuova disciplina: analisi conoscitiva. Bloom, Stella e Aisha lo riconoscono come il guerriero alato che le aveva salvate durante la missione sotterranea. Si scopre anche che a far apparire il monolite era stata Faragonda e Avalon dà una piccola dimostrazione dell'utilità della propria materia distruggendolo. Le ragazze ne rimangono affascinate, soprattutto Bloom, che inizia ad avere degli incontri privati con il professore per potenziare la propria magia, suscitando la gelosia di Sky.

## Il guastafeste
È il giorno della riapertura di Fonterossa, distrutta dall'armata delle Trix un anno prima, e tutte le fate di Alfea, le streghe di Torrenuvola e gli abitanti di Magix sono invitati al grande evento. Le Winx vengono presentate a Helia, un nuovo Specialista amante della pittura e nipote di Saladin, del quale Flora s'innamora. Anche le Trix partecipano alla festa sotto mentite spoglie per cercare il pezzo di un antico codice, il Codex, di cui Darkar vuole impossessarsi. Per permettere alle streghe di avviare le ricerche, Darkar invia un mostro come diversivo, che viene sconfitto da fate e Specialisti.

## Il segreto del professor Avalon
Tecna e Digit sono molto incuriosite dal potere di Avalon e anche sospettose del fatto che nasconda le ali, quando invece le aveva mostrate durante il combattimento contro le Trix. Le due si convincono così, leggendo un libro, che in realtà si tratti di un mostro che si rivelerà, portando distruzione, all'allineamento dei tre pianeti sacri Orex, Fallat e Rot. Tecna si reca quindi con Timmy dalla preside Griffin, esperta di allineamenti dei pianeti, per sapere l'ora in cui i pianeti saranno sovrapposti e mette al corrente le altre Winx, tranne Bloom, che sta studiando il suo passato proprio con il professor Avalon. Arrivata l'ora dell'allineamento, le Winx attaccano Avalon, ma il professore non si trasforma in un mostro e non accade nessuna distruzione. Le ragazze scoprono che Avalon usa le ali solo in momenti di pericolo e vengono punite per quello che hanno fatto.

## La cripta del Codice
Bloom e Sky litigano al telefono dopo una lezione privata della ragazza con il professor Avalon: Bloom è infatti entusiasta di tutte le cose che sta scoprendo grazie a lui e Sky è geloso. Il giorno dopo tuttavia la ragazza decide di andare a Fonterossa insieme a Flora e Tecna per cercare di chiarirsi con il fidanzato, benché sia convinta che il suo comportamento sia infantile ed esagerato. 
Allo stesso tempo anche le Trix, su ordine di Darkar, si dirigono a Fonterossa per rubare una volta per tutte il pezzo del Codex nascosto lì. Darcy evoca una sfera che lancia attacchi sulla scuola per distrarre la maggior parte degli Specialisti, ma grazie alle informazioni di Riven, che riconosce la magia di Darcy, Codatorta capisce che è opera delle Trix e manda le guardie anziane a sorvegliare il Codex. Bloom, Flora, Tecna e Sky cercano nel frattempo di ostacolare le tre streghe, ma il Gloomix le rende troppo forti e neanche l'intervento di Helia serve ad ostacolarle davvero. Giunte nei livelli più bassi di Fonterossa, le streghe neutralizzano le guardie ma vengono raggiunte dalle fate, Sky e Timmy. Durante lo scontro però il principe di Eraklyon rimane gravemente ferito e gli altri vengono messi fuori gioco, a parte Timmy. Icy risolve l'enigma che serve a far aprire l'ingresso della cripta e le Trix si impossessano del Codex. Timmy, che avrebbe la possibilità di ostacolarle, le lascia invece andare via senza combattere rendendosi conto che sarebbe un sacrificio inutile. Tecna assiste alla scena terribilmente delusa dalla codardia del fidanzato, mentre Bloom, disperata perché non riesce a far rinvenire Sky, usa un potere finora rimasto nascosto e lo guarisce. I due si riappacificano.

## Corsa contro il tempo
Mentre Flora pensa sempre al ragazzo incontrato a Fonterossa, Helia, Bloom fa delle ricerche in biblioteca per affinare i suoi nuovi poteri curativi. Intanto le Pixie cominciano a comportarsi in modo strano, affermando di voler tornare al loro villaggio, nonostante non possano poiché Darkar potrebbe scoprire il luogo. Faragonda spiega alle Winx che sono vittime di un incantesimo e che la Fenice si vuole impossessare dei quattro Codex nascosti nelle tre scuole e al Villaggio delle Pixie per poter accedere al potere del Realix. Inoltre Aisha, per aiutare Flora con Helia, si introduce a Fonterossa e scopre che la cotta è reciproca. Utilizzando i suoi poteri curativi, Bloom riesce appena in tempo a fermare le Pixie, le quali si dirigevano al villaggio.

## Unite per la vittoria
Un nuovo studente di Fonterossa, Jared, fa la conoscenza di Musa. I due diventano subito amici, in gelosia di Riven, ma Jared è perdutamente innamorato della ragazza. Intanto la preside Faragonda spiega alle sue studentesse, incluse le Winx, cos'è una convergenza e come applicarla e, insieme al professor Palladium, prepara una simulazione, che però viene rovinata da Jared sotto ipnosi di Darcy, che crea un mostro durante la simulazione, tuttavia sconfitto dalle Winx unite. Dopo la prova di simulazione, Aisha, incoraggiata da Stella, entra a far parte del Winx Club.

## La dama del ballo
Le Winx marinano la scuola, andando sulla Terra, a Gardenia, a condizione di non usare la magia. Musa e Aisha si recano a una festa in discoteca e, inconsapevolmente, usano i poteri, ricevendo antipatia da dei ragazzi punk. Le ragazze vengono poi salvate dall'intervento di Faragonda e Griselda, ma vengono poi punite per aver lasciato la scuola senza permesso.

## Battaglia sul pianeta Eraklyon
Diaspro, principessa di Eraklyon, viene imprigionata, non avendo pagato un riscatto, da una squadra ninja, i 'Patchamen'. Dopo aver ricevuto la notizia, Sky, con Flora, Bloom e Brandon, si dirige a Eraklyon per liberare la principessa, ma vengono ostacolati dai ninja. Intanto ad Alfea, Musa cerca di decifrare un codice di un incantesimo oscuro, scoprendo che l'autrice è Stormy; lo scontro si conclude a favore della fata.

## Lo spettacolo continua
A Fonterossa si tiene uno spettacolo, in cui si esibisce anche Musa. La ragazza incomincia a esercitarsi, quando riceve la visita del padre Ho-boè, contrario alla carriera musicale della figlia, poiché ritiene la musica responsabile della morte della moglie Wan-nin. Musa, non d'accordo, continua a esercitarsi, e proprio quando è il momento di esibirsi vede con grande sorpresa suo padre in mezzo alla folla. Durante lo show, però, arriva Stormy, in collera per la battaglia persa contro la fata, che prende in ostaggio il padre, ricattandola di combattere. Grazie alle voci del pubblico, la strega si allontana. Successivamente, Musa si riconcilia con il padre.

## Hallowinx!
Bloom porta le altre Winx a Gardenia per la festa di Halloween organizzata da Mitzi, ma Jolly, la Pixie del Futuro, prevede un destino avverso per le ragazze. Assieme alle altre Pixie, le Winx arrivano alla Silent Villa dove Mitzi si presenta come la regina della serata, ma rimane a bocca aperta quando le fate, togliendosi i loro mantelli, vengono ammirate da tutti gli invitati. Le Winx tentano di fare conoscenza, ma ciò si rivela piuttosto difficile. Tecna e Digit notano che un'enorme crepa attraversa una parete della casa: essa parte da un quadro raffigurante tre figure incappucciate, le stesse della premonizione di Jolly. Le due decidono di avvisare le altre, poiché potrebbe trattarsi delle Trix, ma intanto Mitzi si è sentita male. Quando le Winx la raggiungono, la ragazza sostiene di aver visto le tre sorelle che un tempo abitavano la Silent Villa e ne racconta la leggenda, secondo cui quando la loro sorellina più piccola venne assassinata, le tre sorelle vollero vendicarsi. Viene avvistata la quarta sorella, e le Winx decidono di controllare, recandosi nel giardino della casa stregata; qui vengono raggiunte da dei fantasmi che sembrano proprio le tre sorelle, ma Stella trova qualcosa di strano in loro e smaschera Mitzi, a sua volta vittima di uno scherzo delle Pixie.

## Gemellaggio con le streghe
Le Winx e Mirta si iscrivono temporaneamente a Torrenuvola per proteggere il Codice, ma tra queste e le streghe sorge qualche conflitto. Le Trix, nel frattempo, attaccano la scuola servendosi di Lucy: le Winx si dividono quindi per poterle contrastare. Tecna individua con la sua tecnologia il "cuore di Torrenuvola", dove è presumibilmente custodito il Codice. Bloom vi arriva prima di tutte e affronta le Trix da sola, venendo sconfitta. L'arrivo delle altre Winx e della preside Griffin salva la ragazza e rivela che il Codice è ancora al sicuro in un'altra camera segreta.

## Nel cuore di Torrenuvola
La preside Griffin dona alle Winx un rubino magico in grado di segnalare la posizione delle Trix e le divide in coppie, ma le ragazze fanno fatica ad andare d'accordo. Nel frattempo Griffin entra nel cuore di Torrenuvola per rientrare in possesso della struttura attraverso una meditazione. Tecna, in coppia con Bloom, riesce a unire il rubino a un congegno magico in suo possesso, con il quale intende localizzare le Trix che intanto hanno già aggredito e neutralizzato Mirta, Lucy, Musa e Stella. Mentre Flora e Aisha tentennano in balia della paura degli strani movimenti della torre stregata, Bloom e Tecna vengono anticipate dalle Trix che irrompono nella stanza dove si trovano. Le Winx vengono salvate solo dall'intervento di Griffin che imprigiona le streghe dopo aver ripreso il controllo di Torrenuvola. Ma il vantaggio dura poco: le Trix fanno sprofondare nel caos la magia intrinseca nella torre, che comincia a rivoltarsi contro tutto e tutti. Le Winx tentano una convergenza per fermarle che però non va a buon fine, rivoltandosi contro di loro. Tristi e debilitate tornano quindi ad Alfea, mentre le Trix entrano in possesso del Codice.

## La spia nell'ombra
Bloom cerca di scoprire come mai i propri poteri si siano affievoliti da quando Lord Darkar è uscito allo scoperto. Il professor Avalon si offre di aiutarla spiegandole che l'energia che alimenta il potere oscuro di Darkar è l'opposto della Fiamma del Drago e ha quindi un ascendente negativo su di lei. Il professore ipotizza che scavare ulteriormente nel proprio passato e affrontare i propri demoni possa aiutarla a riacquistare vigore; tuttavia, durante un sonno magico indotto da Avalon in cui Bloom ha delle visioni dei propri genitori e di un misterioso drago oscuro, la ragazza viene "infettata" da un virus d'ombra che si rivela una volta svegliatasi. La nuova Dark Bloom si mette subito alla ricerca del Codex di Alfea custodito nell'archivio magico per portarlo a Lord Darkar, e l'arrivo delle altre Winx è pressoché inutile dato che le fate sono restie ad affrontare la loro amica. Sotto l'influsso negativo, Bloom consegna il Codice a Keborg, creatura dall'aspetto simile a un pipistrello che serve la Fenice. Il professor Avalon giunge troppo tardi per impedirlo, ma riesce comunque a liberare la fata dal l'incantesimo oscuro.

## Il villaggio delle Pixies
Il professor Avalon viene colpito da una pianta velenosa e per curarlo, Livy, la Pixie dei Messaggi, torna al suo villaggio, ma viene inseguita da Icy che recupera l'ultimo pezzo del Codex e lo porta a Darkar. Le Winx, intanto, vengono mandate in vacanza a Adquistes con gli Specialisti. Lì, una funivia mal funzionante e vecchiotta sulla quale si sono posizionati rischia di cadere e solo grazie all'intervento di Bloom riescono a salvarsi: per aver dato fiducia a sé stessa e per essere riuscita a salvare i suoi amici, Bloom ottiene il potere del Charmix.

## Il potere del Charmix
Su ordine di Lord Darkar, le Trix entrano nelle terre selvagge di Wildland con lo scopo di portare Bloom dalla Fenice d'Ombra: così le tre streghe prendono il controllo di alcune bestie del territorio e ordinano loro di catturare la fata. Nel frattempo, Aisha si perde per i sentieri di Wildland e Stella, stando in pensiero, la va a cercare, ottenendo così il suo Charmix. Nello stesso momento Riven e Musa scoprono che le Trix sono a Wildland. Senza sapere però le loro intenzioni, Musa decide quindi di fidarsi di Riven, lasciandolo solo a sorvegliare le Trix, ottenendo anche lei il suo Charmix. Successivamente i mostri raggiungono le Winx e gli Specialisti, circondandoli.

## Wildland: la grande trappola
Circondati dalle bestie, Timmy studia un piano per liberarsene e lo spiega agli altri. Intanto Aisha, pedinata da un mostro e sentendosi sola, comincia a disperarsi; il pensiero della sua amica Anne e di Piff le dà la forza per proseguire, superando la solitudine e ottenendo lo Charmix. Timmy e gli altri organizzano una trappola per le Trix e i loro mostri, e vedendoli avvicinare, attivano la trappola. Tecna si congratula con Timmy e mostra i suoi veri sentimenti al ragazzo, mettendo da parte la logica: dopo ciò, ottiene il suo Charmix. Alla fine della vacanza, però, le Pixie si ammalano.

## Il momento della verità
Mentre Bloom, Stella, Musa e Tecna si esercitano per diventare più forti con i poteri del Charmix, Aisha e Flora si recano al villaggio per poter guarire le Pixie, ma qui scoprono che l'Albero della Vita è danneggiato per colpa dell'attacco di Icy. Flora, dopo parecchie esitazioni e perplessità, riesce a guarire l'albero grazie al sostegno di Helia. Poco prima di andare via, la fata dei fiori con l'aiuto di Chatta, riesce a rivelare i suoi sentimenti allo Specialista, superando la timidezza e ottenendo il Charmix. 
Nel frattempo, ad Alfea, arriva uno sconosciuto incappucciato, che si rivela essere il vero professor Avalon; questi spiega di essere stato tenuto prigioniero da Darkar e che un impostore ha preso il suo posto assumendo il suo aspetto in modo da agire indisturbato. Si scopre quindi come sia stato lui sia a praticare l'incantesimo della nostalgia sulle Pixie nel tentativo di farsi portare al villaggio, sia a soggiogare Bloom sotto l'incantesimo oscuro. Prima che le Winx e Faragonda possano impedirlo, il falso Avalon la rapisce per portarla dalla Fenice.

## Prigioniera di Darkar
Le Winx, le Pixie e gli Specialisti decidono di dirigersi verso il Castello di Darkar per liberare Bloom. Sky, Brandon e Aisha decidono di chiedere l'aiuto di Amentia del regno di Downland. Una volta giunti al palazzo, la regina Amentia li tratta con molto disprezzo a causa di Brandon che l'aveva mollata proprio durante le loro nozze e decide di collaborare solamente se viene battuta in un duello; dopo il combattimento Amentia riconosce che i ragazzi sono davvero abili e perciò sceglie di aiutare, ma arrivano troppo tardi alla fortezza della Fenice, poiché Bloom è già stata soggiogata dalla magia oscura di Darkar diventando Bloom Oscura (o in inglese Dark Bloom).

## Faccia a faccia con il nemico
L'esercito di Amentia inizia ad annientare i mostri d'ombra. Intanto le Trix si accorgono che Darkar le ha solo usate per arrivare alla Fiamma del Drago di Bloom, e, quindi, sentendosi offese si ribellano, convergendosi in un unico corpo e in un unico potere. Mentre gli Specialisti si occupano dei mostri, le Winx e le Pixie entrano nel castello: Darkar viene a sapere del piano e invoca un mostro per attaccare le Winx, mentre lui e Bloom entrano nel portale per attivare il potere Realix.

## Le ceneri della Fenice
Le Winx, con l'intervento di Faragonda, Griffin e Codatorta, si trovano a combattere contro il mostro di Lord Darkar, mentre gli Specialisti continuano a combattere contro i mostri d'ombra. Nel frattempo, le Trix, fuse in un unico essere, vengono sconfitte da Darkar. Una volta giunti a destinazione, la Fenice e Bloom iniziano a preparare il rito per attivare il potere Realix, utilizzando la Fiamma del Drago di Bloom Oscura. Le Winx e gli altri tentano di fermarla, ma la ragazza riesce ad attivare il Realix. Solo con l'intervento di Sky, che le dimostra il suo amore e il bene che le vogliono tutti i suoi amici, Bloom torna in sé stessa, e insieme alle altre Winx sconfigge la Fenice con una convergenza Charmix. Tornata la pace, ad Alfea viene organizzata una festa per festeggiare la sconfitta di Lord Darkar.